# Viking 1
Viking 1 var en amerikansk rymdsond som utforskade planeten Mars. Rymdsonden bestod av en kretsare och en landare. Rymdsonden sköts upp  den 20 augusti 1975, med en Titan IIIE-raket från Cape Canaveral Air Force Station. Kretsaren gick in i omloppsbana runt Mars den 19 juni 1976. Landaren landade i Chryse Planitia på Mars den 20 juli 1976. Farkosten var den första att lyckas landa på planeten.

## Kretsaren
Farkosten gick in i omloppsbana runt Mars den 19 juni 1976. I februari 1977 passerade den marsmånen Phobos. Den fungerade fram till den 17 augusti 1980, då man valde att stänga av farkosten. Den hade då tagit fler än 57 000 bilder av planeten.

## Landaren
Landaren landade med hjälp av raketer och skyddades vid inträdet i Mars atmosfär av en värmesköld. Den drevs av en radioisotopgenerator och fungerade fram till den 11 november 1982, då man under en programvaruuppdatering förlorade kontakten med rymdsonden.